# Nobuteru Ishihara
Pour les articles homonymes, voir Ishihara.
Nobuteru Ishihara (石原 伸晃, Ishihara Nobuteru), né le 19 avril 1957, est un homme politique japonais.

## Biographie
Né à Zushi dans la préfecture de Kanagawa, il est le fils de l'auteur Shintarō Ishihara, lui aussi parlementaire et ancien gouverneur de la préfecture de Tokyo. Il a étudié comme son oncle, le célèbre acteur Yūjirō Ishihara, à la prestigieuse université Keiō dont il sort diplômé de littérature en 1981. Après ses études, il devint journaliste politique pour la Nippon Television en couvrant l'actualité du Premier ministre, du ministère des Finances et du ministère des Affaires étrangères.
En 1990 il est élu à la Chambre des représentants en tant que représentant de l'ancien quatrième district de Tokyo (les arrondissements spéciaux de Suginami, Nakano et Shibuya), sous la bannière du Parti libéral-démocrate (PLD). En 1996, après avoir été réélu pour le nouveau 8e district de Tokyo (l'arrondissement de Suginami), il est nommé Vice-ministre parlementaire du commerce international et de l'industrie. Dans le premier gouvernement du Premier ministre Junichirō Koizumi en 2001, il devient ministre d'État pour la réforme administrative. De 2003 à 2004, il est ministre du territoire, des transports et des infrastructures. À ce poste, il prépare la privatisation et la division en trois compagnies de la Japan Highway Public Corporation (JH), effective le 1er octobre 2005. 
Le 22 septembre 2008, Nobuteru Ishihara, tout comme Kaoru Yosano, Shigeru Ishiba et Yuriko Koike, est largement battu par Tarō Asō à l'élection du président du PLD 37 voix contre 351, et ne sera donc pas le 59e Premier ministre du Japon.
Après les élections législatives qui font perdre la majorité absolue au PLD, il devient l'un des cadres dirigeants de ce qui est devenu la première force d'opposition et l'un des principaux lieutenants du nouveau président, Sadakazu Tanigaki. Celui-ci l'inclut d'ailleurs dans ce qu'il appelle la « prochaine génération » des présidents du parti, avec deux autres quinquagénaires ayant aussi accédé à la notoriété en tant que ministres de Koizumi et candidats à la présidence du PLD en septembre 2008, Shigeru Ishiba et Yuriko Koike. Il devient avec ces deux derniers vice-président du Next Japan, le cabinet fantôme formé par Tanigaki du 6 avril au 22 septembre 2010, puis secrétaire général (et donc numéro 2) du mouvement le 9 septembre 2010.
Sadakazu Tanigaki annonce le 10 septembre 2012 qu'il renonce à se présenter pour un deuxième mandat à la tête du PLD. Le lendemain, Ishihara, qui avait déjà pris ses distances avec Tanigaki, annonce officiellement sa candidature à la présidence du parti. L'élection se déroule le 26 septembre. Ishihara est éliminé dès le premier tour et c'est Shinzō Abe qui l'emporte. Taku Yamasaki, ancien allié de Jun'ichirō Koizumi, décide à la même époque de se retirer de la vie politique, laissant la direction de sa faction au sein du PLD, la Commission pour un futur politique (近未来政治研究会, Kinmirai Seiji Kenkyūkai), à Nobuteru Ishihara. 
Après le retour au pouvoir du PLD lors des élections législatives du 16 décembre 2012, Nobuteru Ishihara retrouve un poste au sein du Cabinet du Japon en étant nommé ministre de l'Environnement ainsi que ministre d'État chargé de la Prévention des catastrophes nucléaires par le nouveau Premier ministre, Shinzō Abe, le 26 décembre 2012.
En 2021, face à Harumi Yoshida, il perd aux élections législatives.